# 小行星4061
小行星4061（4061 Martelli）是一颗围绕太阳公转的小行星。1988年3月19日，華特·費雷里在拉西拉天文台发现了此天体。
这颗小行星的绝对星等为246.33239等。